# Claverton (Somerset)
Claverton is een civil parish in het bestuurlijke gebied Bath and North East Somerset, in het Engelse graafschap Somerset met 115 inwoners.

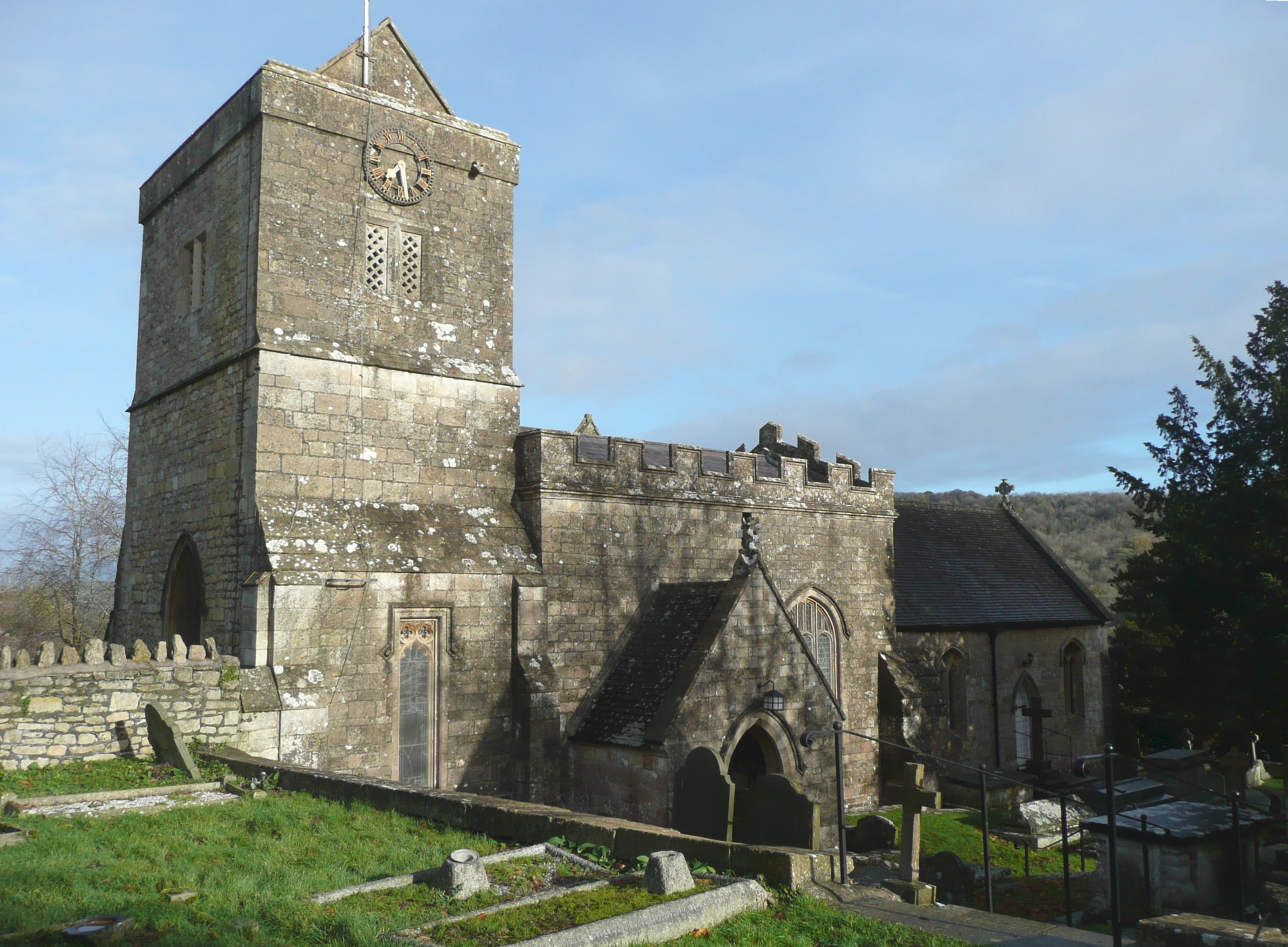
Kerk St. Mary